# Cheiracanthium rupestre
Cheiracanthium rupestre là một loài nhện trong họ Miturgidae.
Loài này thuộc chi Cheiracanthium. Cheiracanthium rupestre được Ottó Herman miêu tả năm 1879.